# The Honorable Mr. Buggs
Pour plus de détails, voir Fiche technique et Distribution.
The Honorable Mr. Buggs est un film muet américain de comédie réalisé par Fred Jackman, sorti en 1927.

## Fiche technique
- Titre original : The Honorable Mr. Buggs
- Réalisation : Fred Jackman
- Scénario : Barry Barringer, Ted Burnsten, Frank Butler
- Photographie : George Stevens
- Producteur : Hal Roach
- Société de production : Hal Roach Studios
- Société de distribution : Pathé Exchange
- Pays de production :  États-Unis
- Langue : intertitres en anglais
- Format : Noir et blanc - 35 mm - 1,37:1  -  Muet
- Genre : comédie
- Longueur : deux bobines
- Date de sortie :
  - États-Unis : 24 avril 1927

## Distribution
Source principale de la distribution :
- Matt Moore : Mr. Buggs
- Anna May Wong : la baronne Stoloff
- Sôjin : l'escroc
- Oliver Hardy : le majordome
- Martha Sleeper : la fiancée
- Laura La Varnie :

Reste de la distribution non créditée :
- Tyler Brooke :
- Priscilla Dean :
- James Finlayson :